# Houmt Souk

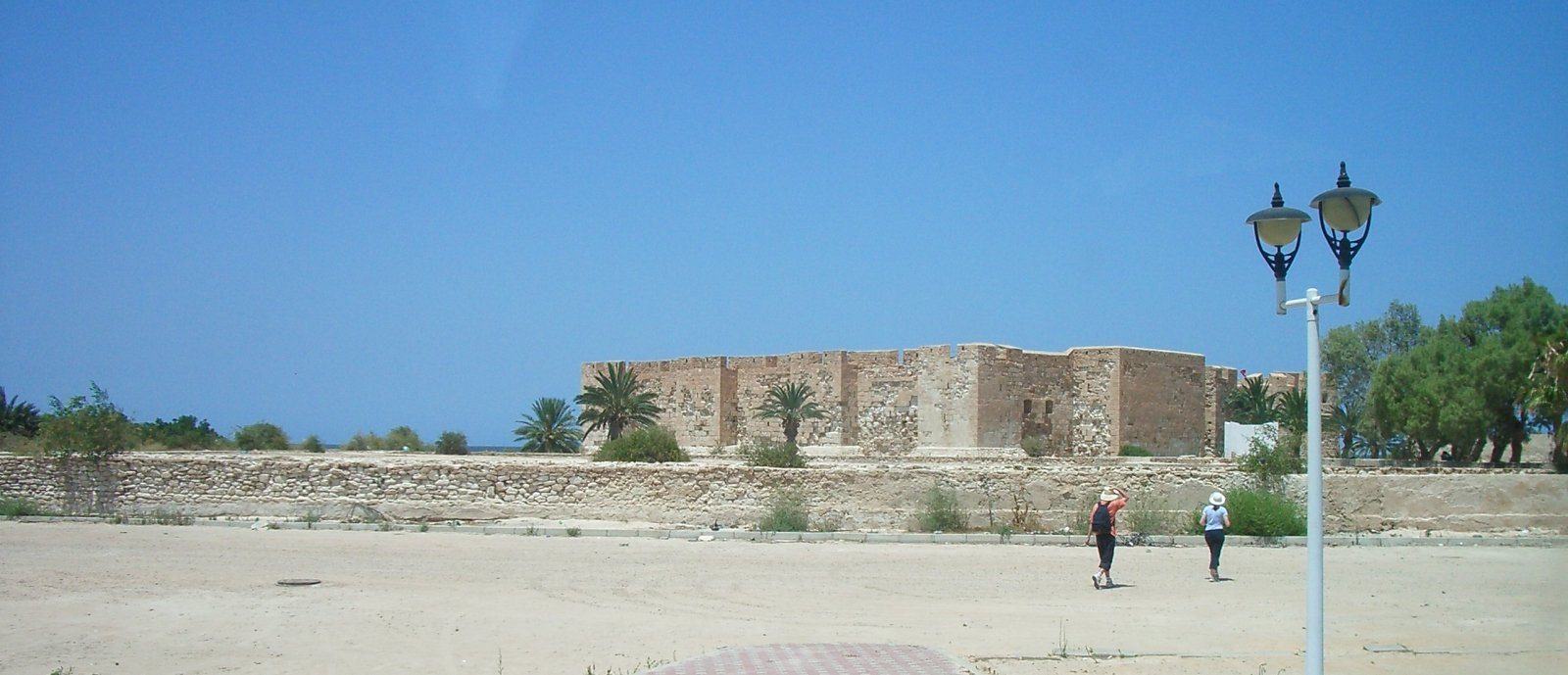
Bordj el Kebir

Houmt Souk o Houmet Essouk (àrab: حُومَة السُوق, Ḥūmat as-Sūq) és una ciutat de Tunísia, capital de l'illa de Gerba, i de la delegació de Djerba Houmt Souk, a la governació de Médenine. Constitueix una circumscripció dins de la municipalitat de Djerba Houmt Souk. Compta amb 64.010 habitants (cens del 2004), dels quals més de dos terços viuen a la mateixa ciutat. La zona comercial rep la visita de molts turistes procedents d'Ajim, a on arriben amb vaixell, o de les platges del nord-est.

## Patrimoni
Té tres mesquites principals: Jemaâ El Ghorba o Mesquita dels Estrangers, de ritus malikita, Jemaâ El Trouk o Mesquita dels Turcs, del segle xviii, i la mesquita de Sidi Brahim El Jamni. Una zàwiya amb la tomba del sant Sidi Brahim El Jemni, del segle xvii, i la fortalesa de Bordj El Kebir o Borj Ghazi Mustapha, en són altres llocs destacats. El Museu d'arts i tradicions populars, a la zawiya dels savis Sidi Zitouni i Sidi Ameur, ofereix un panorama sobre l'illa.
Houmt Souk és un dels pocs llocs on es manté la subhasta tradicional del peix. Quan un lot de peix els interessa, els compradors fan la seva oferta amb un cop d'ull o un moviment.

## Administració
Actua de capital de la municipalitat o baladiyya de Djerba Houmt Souk, amb codi geogràfic 52 15 (ISO 3166-2:TN-12), de la qual constitueix unes de les quatre circumscripcions o dàïres, amb codi 52 15 11.
També actua de capital de la delegació o mutamadiyya de Djerba Houmt Souk, amb codi geogràfic 52 56.

## Agermanaments
Està agermanada amb Agde (França) i Itec (Grècia).

## Galeria

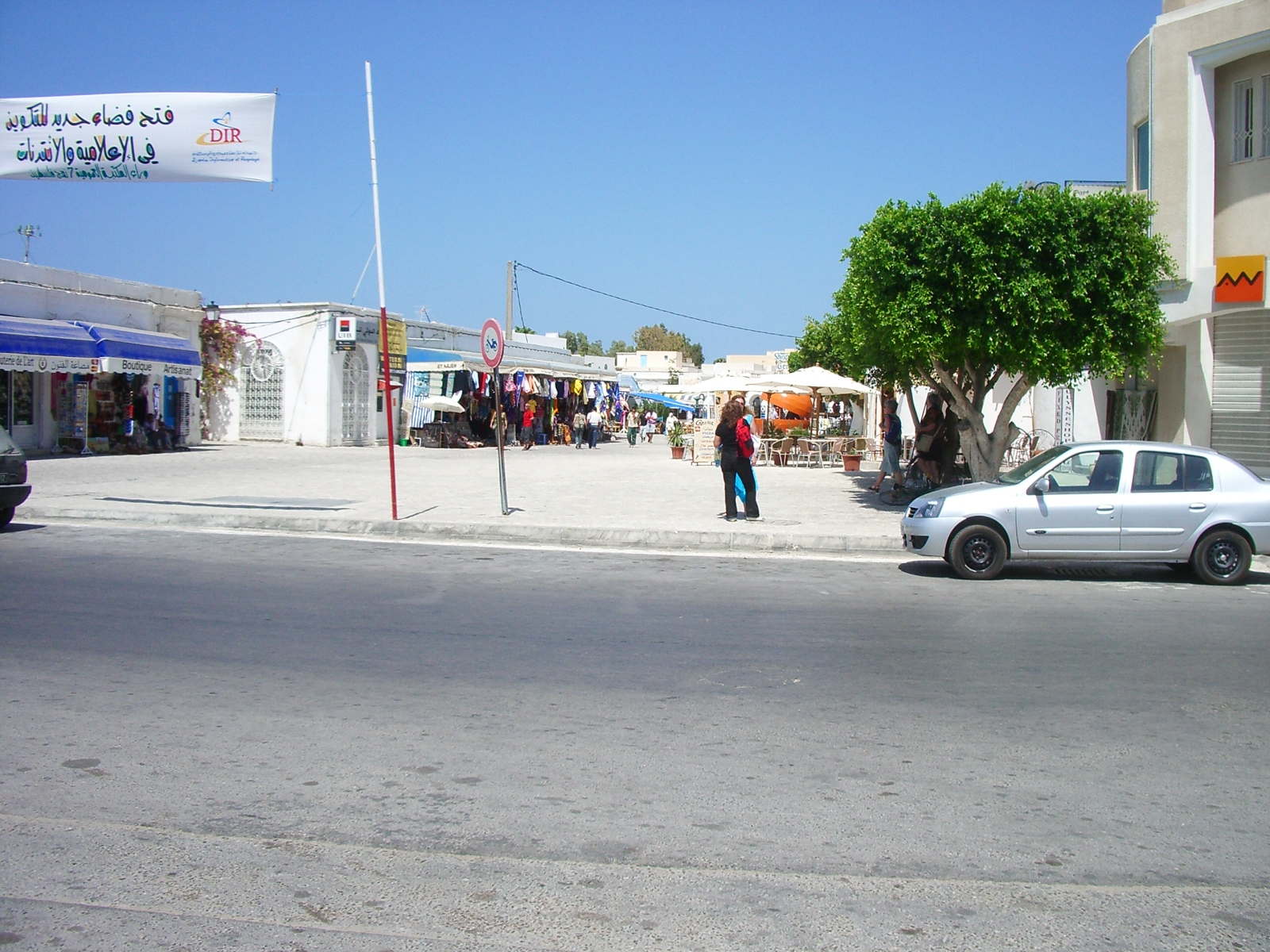
Carrer d'Houmt Souk
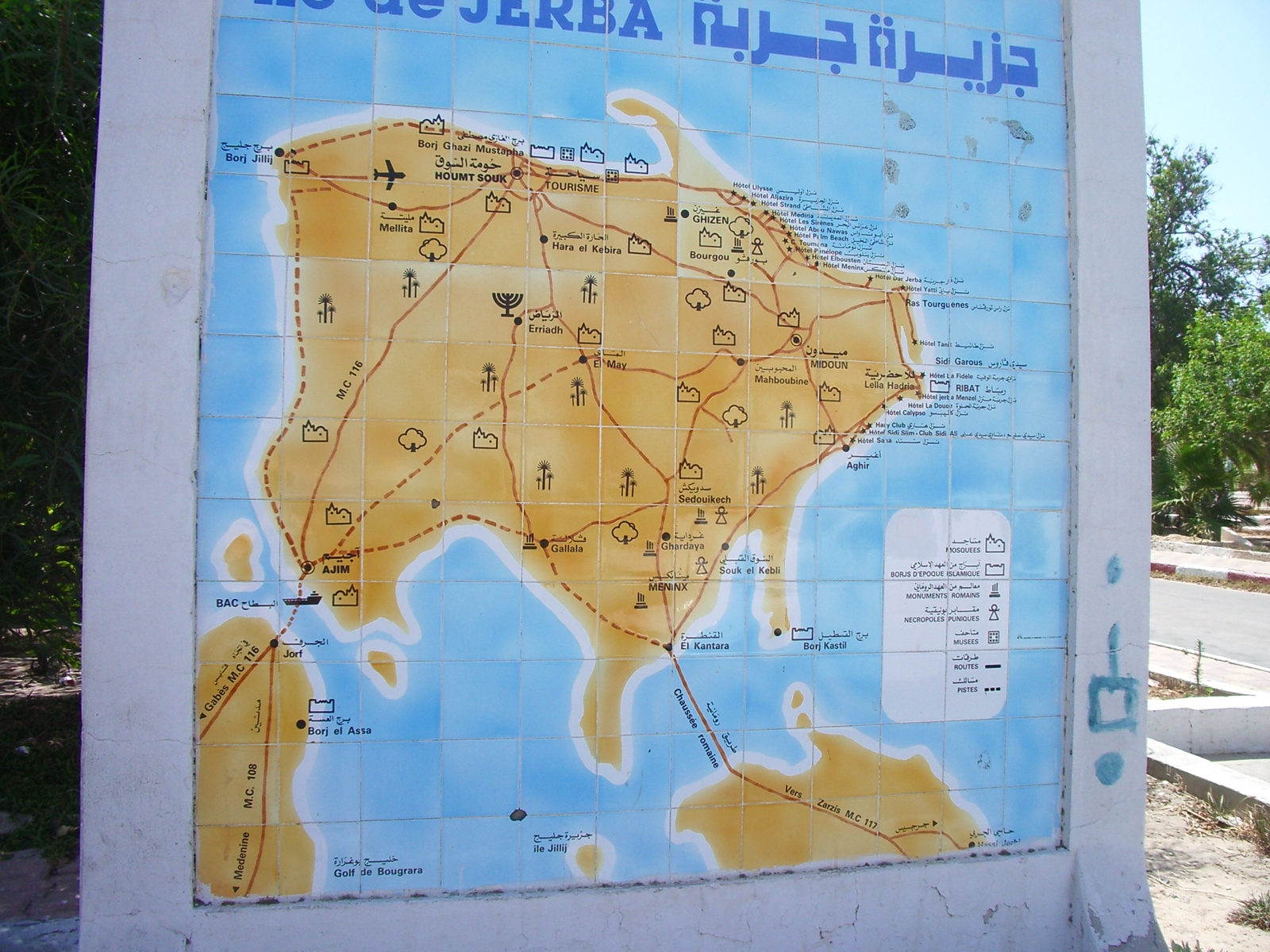
Plànol de Gerba amb la situació d'Houmt Souk
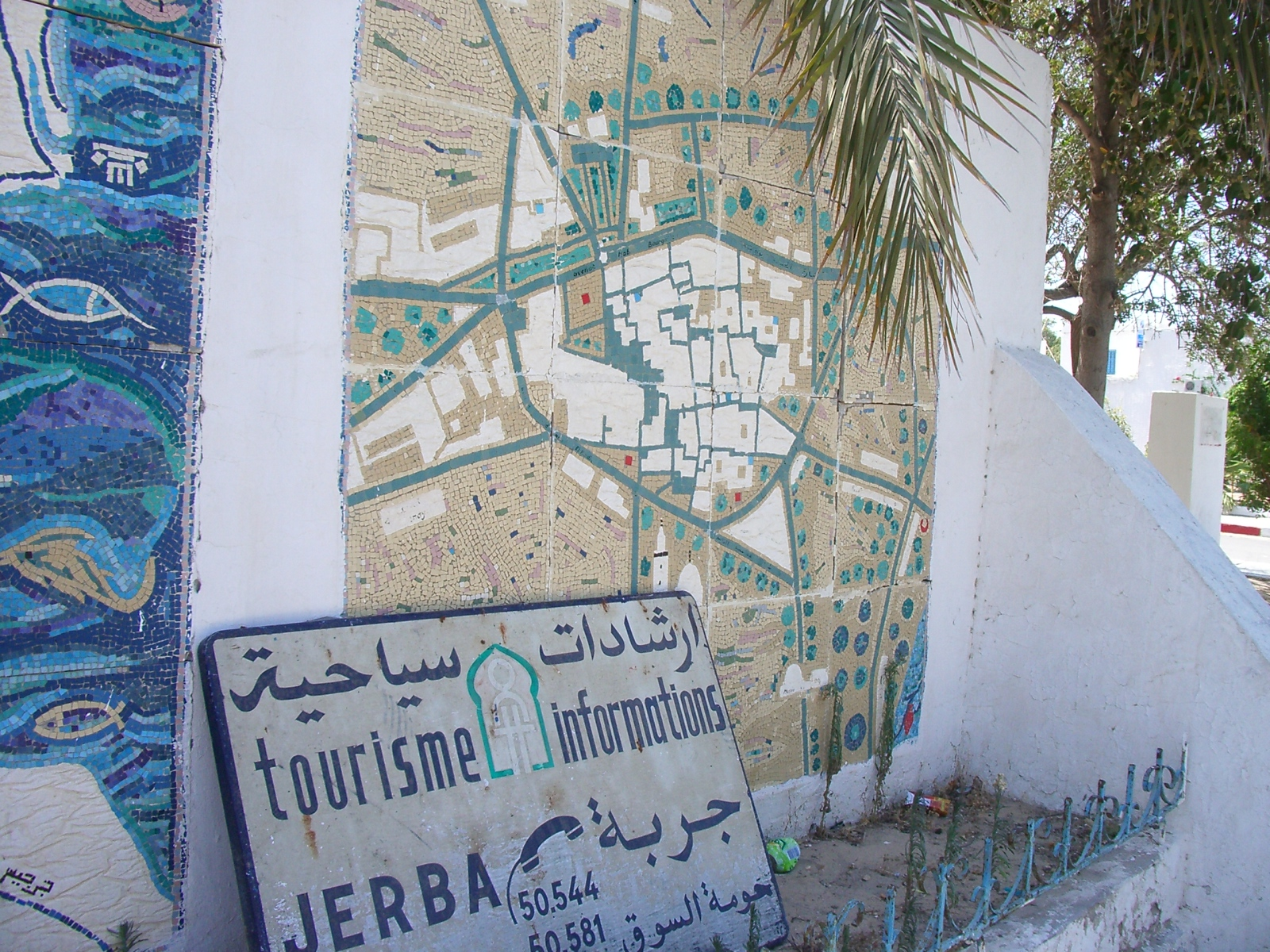
Plànol d'Houmt Souk
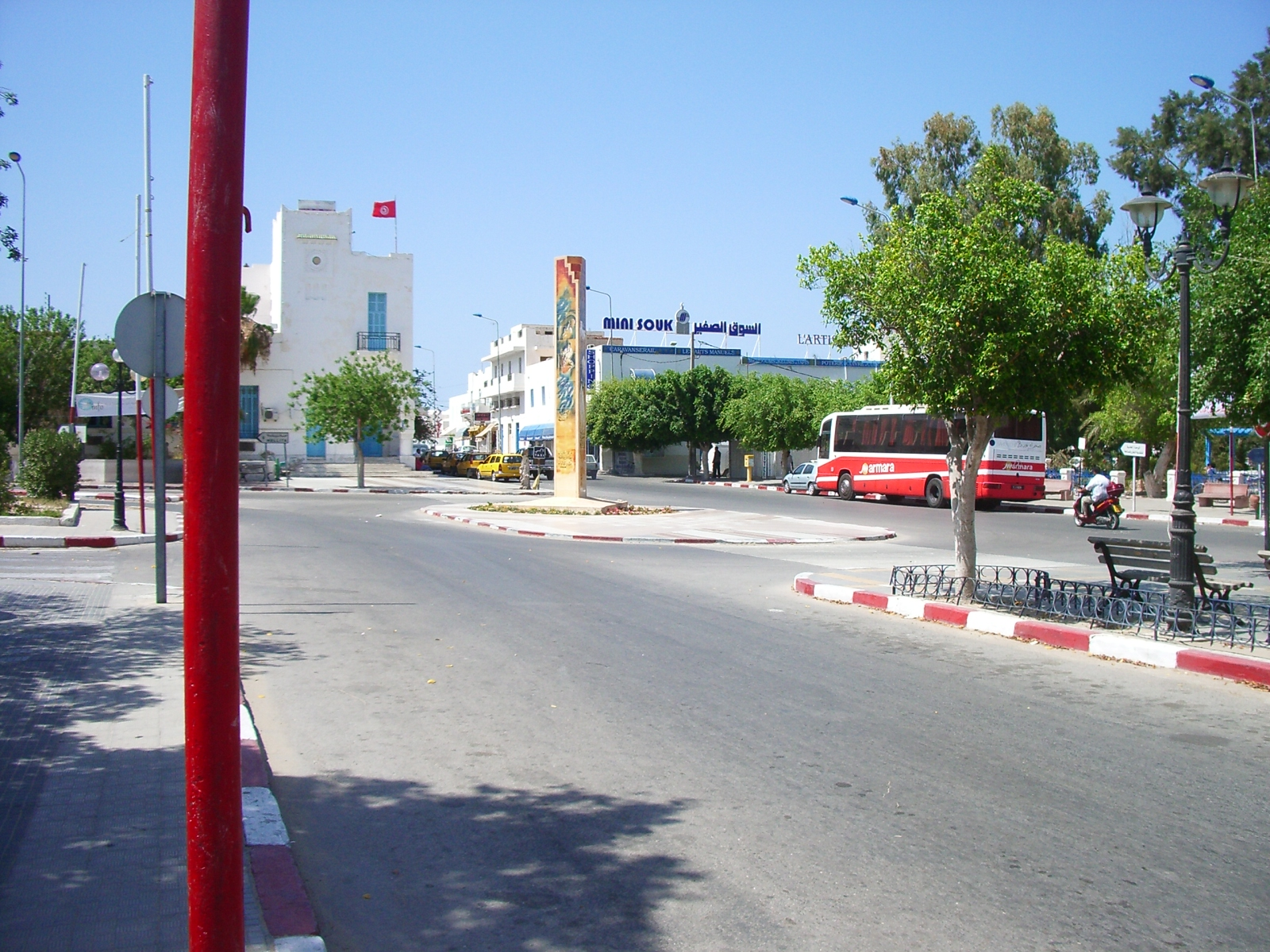
Carrer d'Houmt Souk
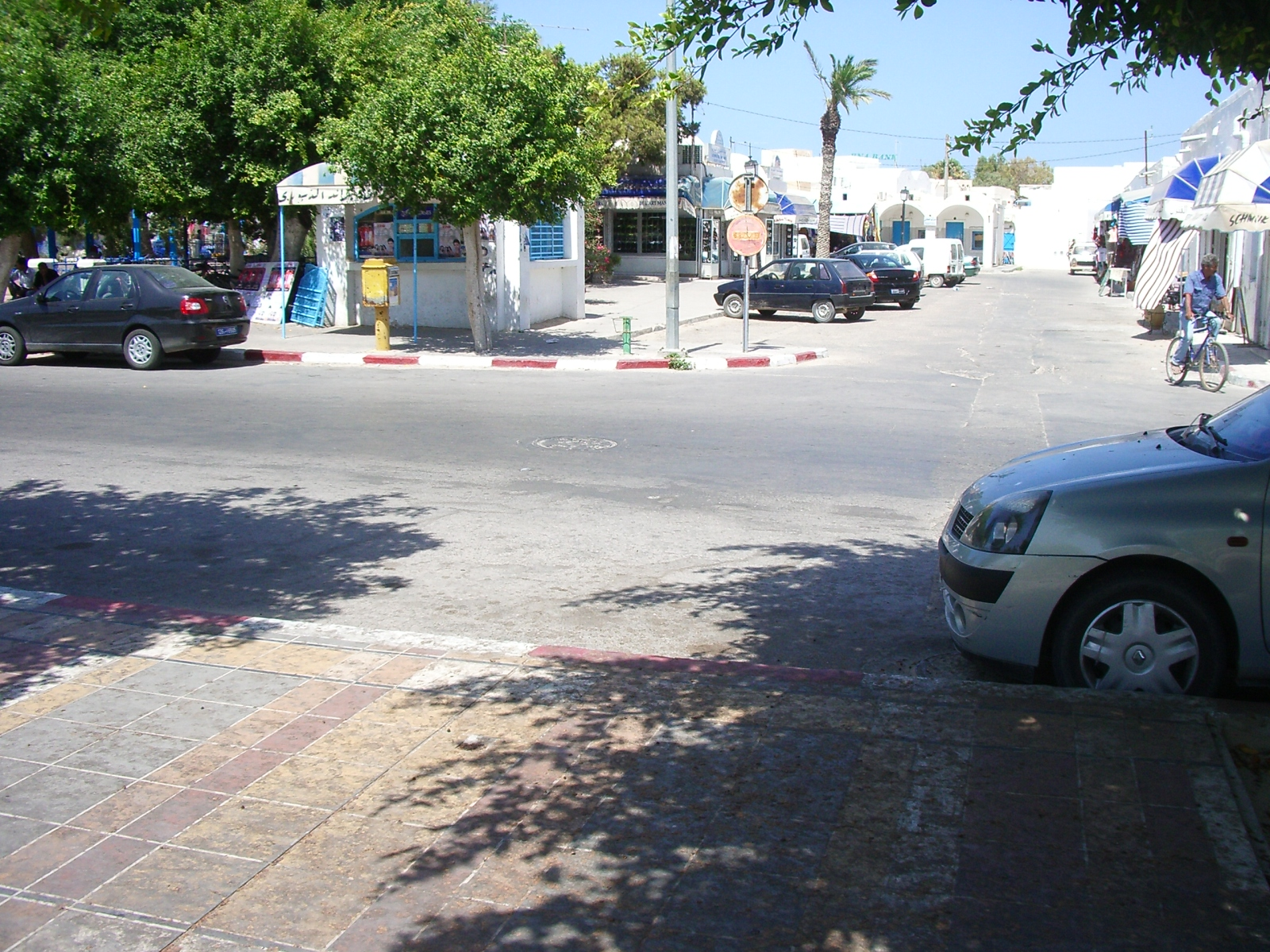
Carrer d'Houmt Souk
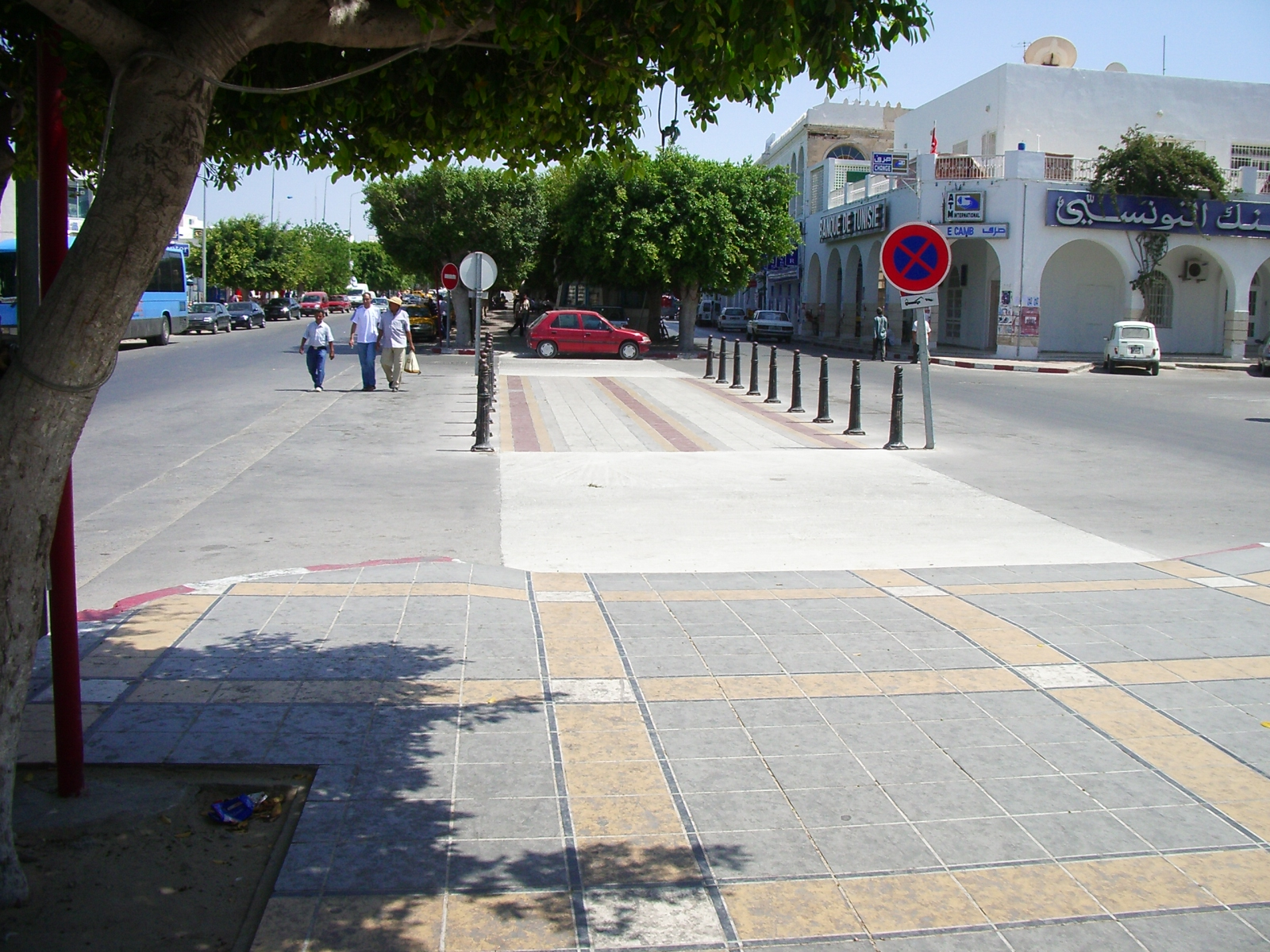
Passeig principal d'Houmt Souk